# 深坑庁
深坑庁（しんこうちょう）は、日本統治時代の台湾の地方行政区分のひとつ。

## 地理
景尾（のち新店）、坪林尾の2つの支庁および直轄区域を管轄した。

## 歴史

### 沿革
- 1901年（明治34年）11月 - 台北県深坑弁務署景尾、坪林尾各支署が合併し成立する[1]。
- 1903年（明治36年）4月 - 街庄整理により42個庄となる。
- 1909年（明治42年）9月 - 景尾支庁舎の景尾街から新店街への移転に伴い新店支庁に改称する。同年10月、深坑庁は廃止となり直轄区域および新店支庁は台北庁に、坪林尾支庁は宜蘭庁にそれぞれ編入する。

## 行政

### 歴代庁長
- 丹野英清：1901年 - 1909年